# Molly Kreklow
Molly Kreklow est une joueuse de volley-ball américaine née le 17 février 1992 à Saint Louis Park (Minnesota). Elle mesure 1,83 m et joue au poste de passeuse. Elle totalise 10 sélections en équipe des États-Unis.

## Clubs
| Club                   | De        | À         |
| ---------------------- | --------- | --------- |
| University of Missouri | 2010-2011 | 2012-2013 |
| Dresdner SC            | 2014-2015 | 2014-2015 |
| Eczacıbaşı İstanbul    | 2015-2016 | 2015-2016 |
| River Volley           | sept 2016 | nov 2016  |

## Palmarès

### Équipe nationale
- Grand Prix mondial
  - Vainqueur : 2015.
- Championnat d'Amérique du Nord
  - Vainqueur : 2015.
- Coupe panaméricaine
  - Finaliste : 2014[2]
- Championnat d'Amérique du Nord des moins de 20 ans
  - Vainqueur : 2010.
- Championnat d'Amérique du Nord des moins de 18 ans
  - Vainqueur : 2008.

### Clubs
- Championnat d'Allemagne
  - Vainqueur : 2015.

### Distinctions individuelles
- Grand Prix mondial de volley-ball 2015: Meilleure passeuse[3].